# 重庆故宫文物南迁纪念馆

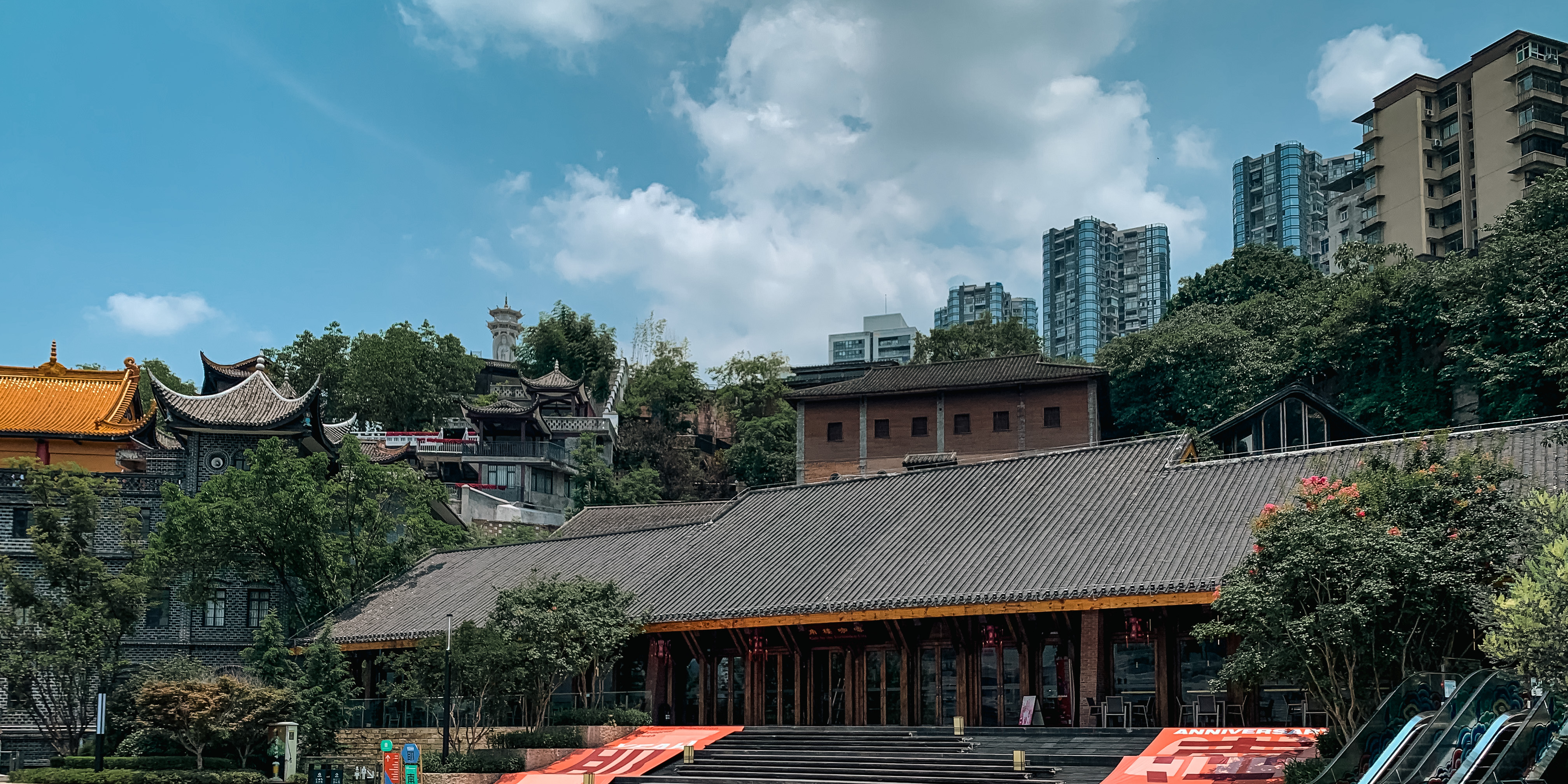
重庆故宫南迁纪念馆

重庆故宫文物南迁纪念馆位于重庆市南岸区，临近慈云寺，是一座以国宝南迁主题纪念馆。

## 历史
2021年6月11日建成开馆，位于重庆市南岸区南滨路慈云老街1号，曾经是外资洋行安达森洋行旧址，抗日战争时期曾经存放3,694箱故宫国宝南迁文物，重庆大轰炸期间洋行老板安达森命令将瑞典国旗悬挂房顶保护国宝安全。博物馆共有八栋建筑，其中4栋为文物建筑，在2019年被评为重庆市文物保护单位，另外4栋为传统风貌建筑。纪念馆占地面积2,800平方米，由美国华人建筑师张永和修缮设计。

## 营业时间
- 周二至周日：上午十点至下午六点
- 周一：下午两点至六点

## 交通
- 重庆轨道交通环线仁济站